# Матусевич Сергій Андрійович
Сергі́й Андрі́йович Матусе́вич (4 лютого 1992, Кривець, Київська обл. — 31 січня 2015, Чорнухине, Луганська обл.) — старший солдат Збройних сил України, загинув у російсько-українському збройному конфлікті.

## Життєпис
2010 року закінчив Білоцерківський професійний ліцей, слюсар з ремонту автомобілів.
У часі війни — старший сапер, 15-й гірськопіхотний батальйон.
Загинув 31 січня 2015-го при обстрілі терористами блокпосту біля Чорнухиного. Є свідчення, що був поранений у голову, непритомним залишився на окупованій території. Тоді ж загинули лейтенант Олег Довгий та солдат Михайло Григоришин. Паспорт Матусевича терористи передали комусь з українських представників. На 9 лютого 2015-го був у списках зниклих безвісти.
Похований в селі Кривець.

## Нагороди та вшанування
- Указом Президента України № 108/2015 від 26 лютого 2015 року, «за особисту мужність і героїзм, виявлені у захисті державного суверенітету та територіальної цілісності України, вірність військовій присязі», нагороджений орденом «За мужність» III ступеня (посмертно)[1].
- У селі Кривець Ставищенського району Київської області на будівлі загальноосвітньої школи (вулиця Шевченка,27), де навчався Сергій Матусевич, йому відкрито меморіальну дошку.
- 5 травня 2016 року в місті Біла Церква на будівлі Білоцерківського професійного ліцею (вулиця Гетьманська, 94) відкрито меморіальну дошку випускникам загиблим під час проведення антитерористичної операції на Сході України, серед яких ім'я Сергія Матусевича[2].
- 31 січня 2017 року в селі Іванівка Ставищенського району Київської області у загальноосвітній школі відкрито меморіальну стіну пам’яті випускникам загиблим під час проведення антитерористичної операції на сході України, серед яких ім’я Сергія Матусевича.
- Вшановується в меморіальному комплексі «Зала пам'яті», в щоденному ранковому церемоніалі 31 січня[3][4].